# Pandarus cranchii
Espèce
Pandarus cranchii est une espèce de copépodes de la famille des Pandaridae.

## Étymologie
Son nom spécifique, cranchii, lui a été donné en l'honneur de John Cranch (1785-1816), naturaliste et explorateur britannique, qui a découvert l'espèce.

## Publication originale
- Leach, 1819 in « Dictionnaire des sciences naturelles… ». vol. 14, p. 535 (texte intégral) (fr).